# LochtFest
LochtFest was een Belgisch muziekfestival in Duffel nabij Lier. Genoemd naar het gelijknamige domein de Locht. Het festival vond jaarlijks plaats het eerste weekend van augustus, tenzij dit op 1 of 2 augustus valt. Het programmeerde voornamelijk pop en rock.

## Geschiedenis
In de aanloop naar de zomer van 2001 wilden de lokale Duffelse jeugdverenigingen een activiteit om samen te komen en meer leven in de brouwerij te brengen. In de plaatselijke jeugdraad ontstond het idee om dan een gratis festival te organiseren. De eerste editie wist op domein de Locht ongeveer 500 bezoekers te trekken. Het festival was gratis en werd betaald door de gemeente Duffel en een aantal sponsors. In 2008 werd er een VZW opgericht om het festival te organiseren.
In 2015 bevond het festival zich in slechte financiën door de stijgende kosten. Om te kunnen overleven werden toen armbandjes verkocht.
In 2017 bestond het festival uit een tweedaagse met een Afterwork Party op vrijdag.
In 2018 werd er nog een derde podium toegevoegd aan het festivalterrein, namelijk "Het Bos". Bij dit kleine podium gelegen midden in het bos werden house en techno beats gespeeld.

### Einde in 2019
In 2019 vond de laatste editie plaats van LochtFest. In november 2019 verminderde de gemeente Duffel met hun nieuwe beleid de subsidie voor LochtFest met ruim 70%. Hierdoor werd de waarde van een gratis familie evenement ondergewaardeerd in de nieuwe subsidiecriteria. Vervolgens werden ze ook verplicht om betalende beveiliging in te zetten. De sterke daling van de inkomsten en de stijging van de uitgaven hadden hierdoor een enorme inslag op de mogelijkheden van LochtFest waardoor het voor de organisatie onmogelijk werd om nog een nieuwe editie te organiseren.
In voorgaande jaren werden er al geregeld oplossingen bedacht om het festival te laten overleven zoals het verkopen van steunbandjes. Maar door het festival echt betalend te maken, zou het hierdoor zijn kernwaarde en toegankelijkheid voor een ruim publiek verliezen. De wijziging zou ook zorgen voor een enorme daling in publieksopkomst. En een aantal sponsoren hadden net als veel vrijwilligers hun inbreng gekoppeld aan het gratis karakter van het festival. Daardoor was het geen optie om als een betalend festival verder te gaan.

## Edities
2019

Afterwork Party (vrijdag 2 augustus):
- Dj-Stage: Krisix en Tivalo

Festivaldag (zaterdag 3 augustus):
- Hoofdpodium: Wijsneus, Checkpoint Charlie, Dvtch Norris, Jacle Bow, Praga Khan en Frères Deluxe
- Dj-Stage: Bassmati, Secret B, Sara Gold, Spynex en A-TOM-X
- Het Bos: Pommes B2B Quinten Lammar, DaVitch, Stu & Brew en Trådar

Vanaf 2019 bevindt de DJ-Stage zich niet meer in een tent, maar is het een openluchtpodium geworden met als thema jungle.

2018

Afterwork Party (vrijdag 3 augustus):
- Dj-Stage: Krisix, Double D en A-TOM-X

Festivaldag (zaterdag 4 augustus):
- Hoofdpodium: The Fabiola Fun F*ckers, Sam Renascent, F.O.D., Milo Meskens, Level Six en DJ Shizzle le Sauvage
- Dj-Stage: Drix Soundsystem, Freaquency, 5NAPBACK, KIOMI en Dark-E
- Het Bos: Whistler, STIEM, Trådar, Moodtronic en Make Make

In 2018 werd een nieuw podium in het leven geroepen “Het Bos”. Het is een dj-stage voor de house en techno liefhebbers dat verstopt is in de bossen achter de tent van de DJ-Stage.
Ondanks de hittegolf en de langdurige droogte waren er 800 bezoekers op de Afterwork Party en 6.153 bezoekers op de Festivaldag.

2017

Afterwork Party (vrijdag 4 augustus):
- Dj-Stage: DJ Pieter, Krisix, Dimitri Wouters, NickeerD en Cemode

Festivaldag (zaterdag 5 augustus):
- Hoofdpodium: Baltim0re, Bizkit Park, Kraantje Pappie, Subway City, Les Truttes en 5NAPBACK + DJ Sample
- Dj-Stage: Double D, Le Bar Deux, Yves Van Echelpoel, KIOMI, JackJazz, Flapjackers en Steve RedHead

Vanaf 2017 wordt LochtFest op 2 dagen georganiseerd. Vrijdagavond de Afterwork Party en zaterdag is het de Festivaldag zelf.
Er waren 6.000 bezoekers op de Festivaldag.

2016 (15de editie)

Festivaldag (zaterdag 6 augustus):
- Hoofdpodium: Pile-Up, Guy Swinnen Band, Manoeuvres, Lisseman, Sioen en Laston & Geo
- Dj-Stage: Fish & Chips, T.Mastis, Freaquency, JRE, FUNKTASTIX en Cemode

In 2016 trok het festival ongeveer 5.000 bezoekers.

2015

Festivaldag (zaterdag 8 augustus):
- Hoofdpodium: Dusty Boys Horse Club, Jebroer, Rupelsoldaten, The Kids, VOF de Kunst, Tourist LeMC en Chelanza
- Dj-Stage: Led-Light, Haliux, Gipsy & The King vs. Bassbomb, 2loudnoises, Subskit, Jackjazz en Double Pleasure

In 2015 kon het festival rekenen op meer dan 6.000 bezoekers.

2014

Festivaldag (zaterdag 9 augustus):
- Hoofdpodium: (LF Rockrally finalisten), The Jagged Frequency, Not So Much, Safi & Spreej, Gorki en Soul Shakers
- Dj-Stage: Ravenous, Skyve, Romeo Blanco, Station Earth, 2loudnoises en Scoote vs. Stefius Clay

In 2014 waren er meer dan 4500 bezoekers.

2013

Festivaldag (zaterdag 10 augustus):
- Hoofdpodium: (LF Rockrally finalisten), This Kid, The Clement Peerens Explosition, F.O.D., Halve Neuro en Discobaar A Moeder
- Dj-Stage: Pidrov, Flatscreen & Sovereign, Scoote, Double U Jay en Wolfpack

2012

Festivaldag (zaterdag 4 augustus):
- Hoofdpodium: (LF Rockrally finalisten), Generation!, Gers Pardoel, Chef’Special, Sweet Coffee en Discosluts met Sven De Leijer
- Dj-Stage: Ego Troopers en We Are Prostitutes

2011 (10de editie)

LochtFiesta Deluxe (vrijdag 5 augustus):
- Dj-Stage: The Gimmicks, Gipsy & The King, Laurens Wery en Laston & Geo

Festivaldag (zaterdag 6 augustus):
- Hoofdpodium: (LF Rockrally finalisten), Motion Glue, Keefman, Mojo Filters, Heideroosjes en Vive la Fête

2010

Festivaldag (zaterdag 7 augustus):
- Hoofdpodium: (LF Rockrally finalisten), Mid Air Collision, Team William, De Mens en Le Bar Deux

Deze editie werd normaal gepresenteerd door Erika Van Tielen maar ze haakte last minute af door opnames voor Vlaanderen Vakantieland.

2009

Festivaldag (zaterdag 8 augustus):
- Hoofdpodium: Traffic Sign, Joshua, Barbie Bangkok, Les Truttes, Waxdolls en Geht’s Noch?

2008

Festivaldag (zaterdag 9 augustus):
- Hoofdpodium: Tripping The Velvet, Galacticos, Black Box Revelation, Janez Detd., Delavega en Laston & Geo

2007

Festivaldag (zaterdag 4 augustus):
- Hoofdpodium: Leafpeople, Balthazar, El Guapo Stuntteam, The Van Jets, Shameboy en DJ Zohra

2006 (5de editie)

Festivaldag (zaterdag 5 augustus):
- Hoofdpodium: Mint, 4 Play, Slagerij van Duffel & Coco Ralado, Woodface, Gorki en Ed & Kim

2005

Festivaldag (zaterdag 6 augustus):
- Hoofdpodium: 649, Slagerij van Duffel & Coco Ralado, a balladeer, Monsoon, Anton Walgrave, Nailpin en Frères Deluxe

2004

Festivaldag (zaterdag 7 augustus):
- Hoofdpodium: 4-Play, Slagerij van Duffel, 5 Days Off, A Brand, Daan en Squadra Bossa feat. Buscemi

2003

Festivaldag (zaterdag 9 augustus):
- Hoofdpodium: Brüna, Slagerij van Duffel, Belgian Asociality, Dear Liza, ABN en Benvis & his Rockets

2002 (1ste editie)

Festivaldag (zaterdag 10 augustus):
- Hoofdpodium: Blue Stockings, Slagerij van Duffel, Camden, The Beeves, Mintzkov Luna en Discobar Galaxie

## LochtFest DJ-Contest
LochtFest DJ-Contest was een wedstrijd tussen dj’s uit Duffel en omstreken georganiseerd door LochtFest. Hier gaf men de gelegenheid aan jong regionaal opkomend talent om de DJ-stage op het muziekfestival LochtFest te openen. Uit al de inzendingen werden vier finalisten gekozen die onderling de strijd met elkaar aangingen en ze elk 30-45 minuten mochten draaien en een jury een winnaar koos.

2017 (5de editie)

DJ-Contest Winnaar: Double D
In 2017 werd er geen fuif meer georganiseerd maar wel een online DJ-Contest. Er waren dat jaar 94 inzendingen.

2016

DJ-Contest Winnaar: 5napback

Publiekswinnaar: Fish & Chips
Finalisten: Fish & Chips, 5NAPBACK, G-Men, SOTRo en Source of Bass

Afterparty: Krisix
In 2016 waren er 77 deelnemers aan de DJ-Contest.
5NAPBACK won later dat jaar nog de DJ-contest van MNM, MNM Start to DJ.

2015

DJ-Contest Winnaar: Haliux
Finalisten: Glyphon, Kosola, Led-Light en Haliux

Afterparty: Ravenous, Krisix en 2loudnoises
In 2015 waren er 113 inzendingen voor de DJ-contest van LochtFest.

2014

DJ-Contest Winnaar: Ravenous 

Publiekswinnaar: Ease Exposure
Ravenous won ook later dat jaar de DJ-contest van Tomorrowland.

2013 (1ste editie)

DJ-Contest Winnaar: Pidrov 

Publiekswinnaar: Stefius Clay

## LochtFest Rockrally

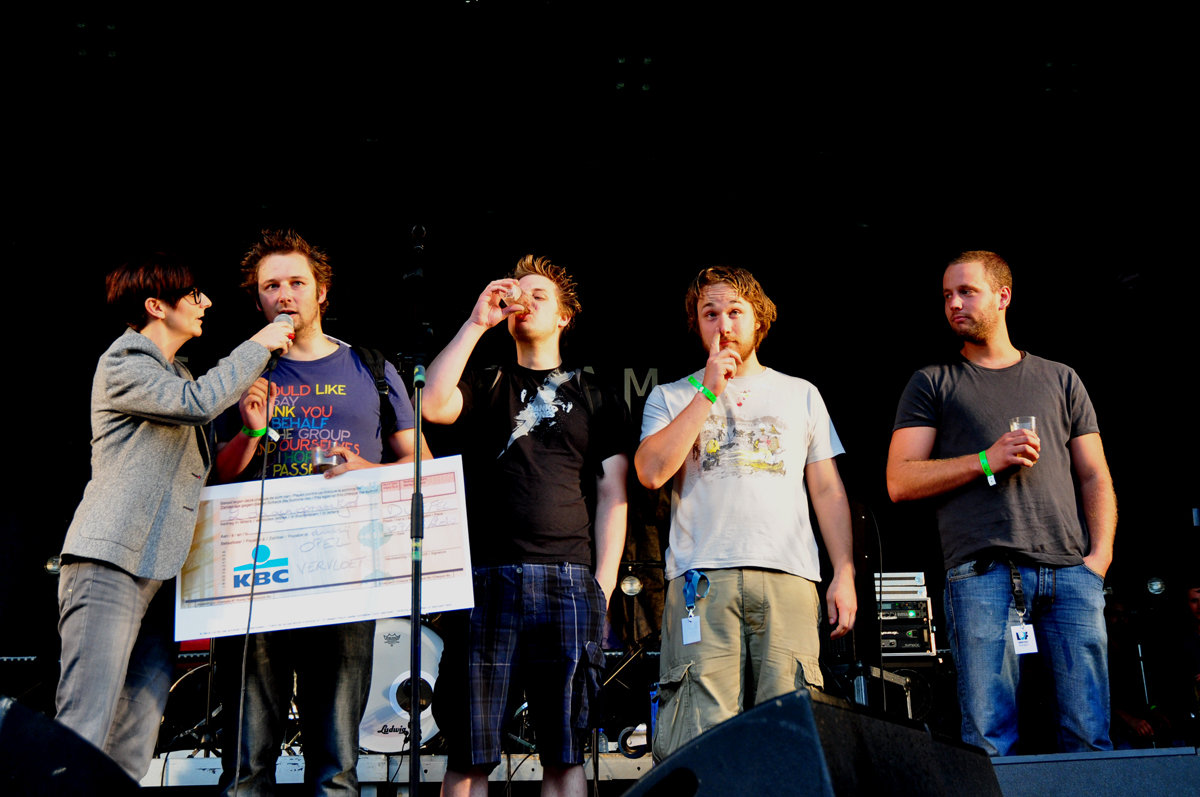
Motion Glue - Rockrally 2010

LochtFest Rockrally was een wedstrijd tussen rockbandjes in Duffel nabij Lier. Het werd in 2010 voor het eerst gehouden als opvolger van de ter ziele gegane Duffel Rock Cover Competition. De winnaar van de Rockrally wordt zowel door het publiek als door een professionele jury gekozen.
LochtFest wou op zijn podium jong Antwerps talent blijven promoten en een podiumkans bieden. De winnaar mocht de volgende editie van LochtFest openen (en won een geldprijs van 400 euro die de groep kon besteden aan opnamen in een studio).

2017

Winnaars: Baltimore en Subway City

In 2017 waren er 180 inzendingen om deel te nemen aan de LochtFest Rockrally. Doordat de kwaliteit van de bands zo hoog lag, heeft de jury dit jaar twee bands als winnaars aangeduid.
Baltimore behaalde tweemaal de titel "De Nieuwe Lichting" (2016 en 2017) van Studio Brussel en "Humo’s Rock Rally."

2016

In 2016 was er geen LochtFest Rockrally.

2015

In 2015 was er geen LochtFest Rockrally.

2014 (5de editie)

Winnaar: Dusty Boys Horse Club

2013

Winnaar: The Jagged Frequency

Finalisten: Dnastic, Simple Simons, The Hindu Needle Trick en The Jagged Frequency

2012

Winnaar: The Kid

2011

Winnaar: Generation!

Finalisten: White Label, Breathe the Sound, Generation! en Sky Castles

2010 (1ste editie)

Winnaar: Motion Glue

Finalisten: Motion Glue, Melting Time, Exit April en Point of No Return
Er schreven voor de eerste editie 46 bands in, waarvan er uiteindelijk vier geselecteerd werden.

## LochtFiesta
LochtFiesta is een fuif in De Locht in Duffel nabij Lier, genoemd naar het gelijknamige festival. Deze fuif werd voornamelijk georganiseerd om de medewerkers van LochtFest te bedanken door ze gratis toegang te geven tot de fuif.

2015

Line up: 2loudnoises, D-Rex, Team Industrial, The Gimmicks en Bassbomb

2014

Line up: Kidos, 2loudnoises, Ease Exposure, Krisix, Abner Botsbak (live) en Pingu & Pacheco

2013

Line up: Matti V vs. 2loudnoises, Stefius Clay, Krisix, T.Mastis en Beltsin & Sven Larsson

2012 (5de editie)

Line up: We Are Prostitutes, The Gimmicks en Gipsy & The King

2011

Line up: Harmony, The Gimmicks en Mathiz vs. Gipsy & The King

2010

Line up: The Gimmicks, Le Bar Deux en Munk-E

2009

Line up: The Gimmicks, Geht's Noch? en Munk-E

2008 (1ste editie)

Line up: Dj Rackham, Laston & Geo, The Gimmicks en Munk-E

## LochtFest: Muziek & Trivia Quiz
LochtFest: Muziek & Trivia Quiz was een quiz in ‘t Kompas in Duffel nabij Lier, georganiseerd door het muziekfestival LochtFest. De quiz is echter niet enkel gericht op de kennis van muziekexperts, maar bevatte ook triviale vragen.
De quiz werd twee keer georganiseerd: één keer in 2015 en één keer in 2016.